# Saori Gotō
Saori Gotō (後藤 沙緒里, Gotō Saori, nasceu em 8 de Janeiro de 1987 em Yokohama) é uma dubladora e cantora japonesa.

## Filmografia

### Anime
| Título                                                                   | Função                | Notas    | Fonte |
| ------------------------------------------------------------------------ | --------------------- | -------- | ----- |
| Di Gi Charat Nyo!                                                        | Victoria Elizabeth    |          |       |
| Galaxy Angel series                                                      | Chitose Karasuma      |          |       |
| Koi Koi Seven                                                            | Yayoi Asuka           |          |       |
| Rozen Maiden series                                                      | Barasuishou           |          |       |
| Rakugo Tennyo Oyui                                                       | Yui Tsukishima        |          |       |
| Strawberry Panic                                                         | Momomi Kiyashiki      |          |       |
| Tokimeki Memorial Only Love                                              | Ayame Shiina          |          |       |
| Red Garden                                                               | Jessica               |          |       |
| Jūsō Kikō Dancouga Nova                                                  | Roo Riruri            |          |       |
| Zombie Loan                                                              | Kuze Shimotsuki       |          |       |
| Sky Girls                                                                | Karen Sonomiya        |          |       |
| Sayonara, Zetsubou-Sensei series                                         | Ai Kaga               |          |       |
| Prism Ark                                                                | Orczy                 |          |       |
| Minami-ke series                                                         | Keiko                 |          |       |
| A Penguin's Troubles                                                     | Yumi Matsui           |          |       |
| Inazuma Eleven                                                           | Konko Araya           |          |       |
| Maria Holic series                                                       | Yuzuru Inamori        |          |       |
| Gokujō!! Mecha Mote Iinchō                                               | Risa Ito              |          |       |
| First Love Limited                                                       | Soako Andou           |          |       |
| Taishō Baseball Girls                                                    | Kikuzaka Phalaenopsis |          |       |
| Needless                                                                 | Setsuna               |          |       |
| Tatakau Shisho                                                           | Kumora                |          |       |
| Fairy Tail                                                               | Merudy, Plue          |          |       |
| Hyakka Ryouran Samurai Girls                                             | Hattori Hanzo         |          | [ 1 ] |
| Shokupan Mimi                                                            | Bata-chan             |          | [ 2 ] |
| Suzy's Zoo: Daisuki Witzy (Suzy's Zoo だいすき！ ウィッツィー)           | Ellie Funt            |          | [ 3 ] |
| Steins;Gate                                                              | Moeka Kiryū           |          |       |
| Happy Kappy                                                              | An Mochida            |          |       |
| C                                                                        | Q                     |          |       |
| YuruYuri series                                                          | Rise Matsumoto        |          |       |
| Joshiraku                                                                | Kukuru Anrakutei      | TV e OVA | [ 4 ] |
| One Off                                                                  | Haruno Shiozaki       |          | [ 5 ] |
| Senran Kagura                                                            | Mirai                 |          |       |
| Pretty Rhythm: Rainbow Live                                              | Otoha Takanashi       |          |       |
| Robot Girls Z                                                            | King Dan X10          |          | [ 6 ] |
| Shimoneta: A Boring World Where the Concept of Dirty Jokes Doesn’t Exist | Hyouka Fuwa           |          | [ 7 ] |
| Food Wars: Shokugeki no Soma                                             | Nao Sadatsuka         |          | [ 8 ] |
| Soreike! Anpanman                                                        | Fu-chan               |          |       |

### Videogames
| Título                                              | Função             | Notas                             | Fonte  |
| --------------------------------------------------- | ------------------ | --------------------------------- | ------ |
| Aquarian Age Online                                 | Clarice Paracelsus | O serviço online terminou de 2006 |        |
| Doze: Sengoku Fushinden ja: Doze〜 戦 国 封神 伝 〜 | Masahime           |                                   |        |
| Rec: Doki Doki Seiyuu Paradise                      | Akari Yukiji       |                                   |        |
| Metal Gear Solid: Portable Ops                      | Elisa e Ursula     |                                   |        |
| Série Senran Kagura                                 | Mirai              |                                   |        |
| Série Girl Friend Beta                              | Nagiko Kurokawa    | Também férias de verão            |        |
| CV: Elenco de voz                                   | Meiko Hoshi        |                                   | [ 9 ]  |
| Granblue Fantasy                                    | Jasmim             |                                   | [ 10 ] |
| Outro Éden                                          | Hozuki             |                                   |        |

### Dublagem
| Series                          | Função           | Notas | Fonte |
| ------------------------------- | ---------------- | --- | ----- |
| Thomas the Tank Engine e amigos | Annie e Clarabel | Apenas nas temporadas 9-11, substituiu os papéis de Tomoko Naka e Chisato Nakajima e foi substituído por Sakura Yoshioka |       |
| Phineas e Ferb                  | Jenny            | |       |